# Turz

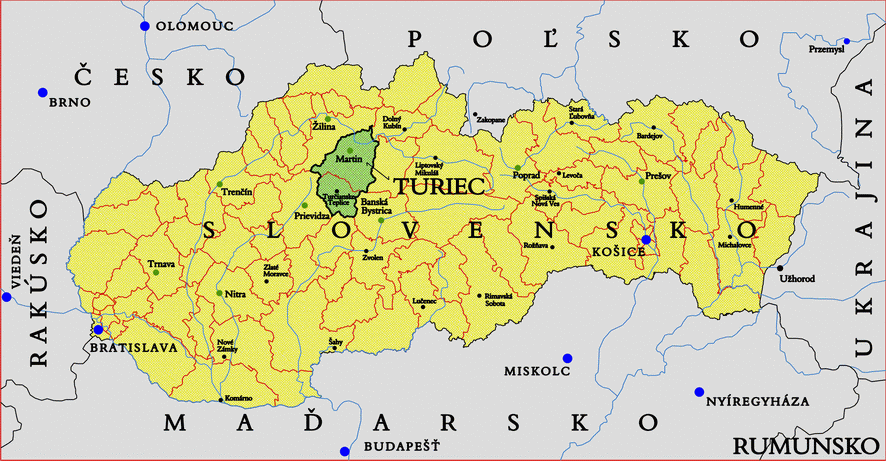
Lage von Turz in der heutigen Slowakei

Turz (slowakisch Turiec, ungarisch Turóc, lateinisch Thurotzium) ist eine Region in der nördlichen Slowakei. Von ihr abgeleitet ist der Name des ehemaligen ungarischen Komitats Turz, der Name leitet sich vom Namen des Flusses Turz (slowakisch Turiec), der die Landschaft durchfließt, ab.
Die Landschaft liegt heute in der nördlichen Mittelslowakei und der slowakische Name "Turiec" wird jetzt als inoffizielle Bezeichnung für dieses Gebiet und als offizielle Bezeichnung einer Tourismusregion verwendet.
Die Tourismusregion Turz (slowakisch Turčiansky región cestovného ruchu) erstreckt sich über die Bezirke:
- Martin
- Turčianske Teplice